# Tokstollen
Tokstollen (Pierrot le fou) är en fransk film i franska nya vågens stil regisserad av Jean-Luc Godard 1965.

## Handling
Pierrot (spelad av Jean-Paul Belmondo) reser bort från sin tråkiga vardag och åker iväg från Paris tillsammans med en tjej (Anna Karina) som är jagad av gangstrar.